# Kon'kovaja
La Kon'kovaja (in russo  Коньковая?) è un fiume russo della Siberia Orientale che scorre nel Nižnekolymskij ulus della Sacha (Jacuzia) e sfocia nel Golfo della Kolyma (Mare della Siberia orientale).
Il fiume ha origine dalla confluenza dei due rami sorgentizi Bol'šaja Kon'kovaja (da destra, lungo 271 km) e Malaja Kon'kovaja (da sinistra, lungo 226 km) e scorre lungo il bordo nord-orientale del bassopiano della Kolyma. La sua lunghezza è di 141 km (calcolata dalla sorgente del fiume Bol'šaja Kon'kovaja è di 412 km) l'area del bacino è di 6 260 km². Il bacino è ricco di laghi che occupano buon parte della sua superficie (1 070 km²). Sfocia a estuario nella parte sud-ovest del Golfo della Kolyma. 